# Bruno Rodriguez (Fußballspieler)
Bruno Rodriguez (* 25. November 1972 in Bastia) ist ein ehemaliger französischer Fußballspieler. Er spielte meist auf der Position des Stürmers. Sein größter Erfolg war der französische Vizemeistertitel mit dem FC Metz in der Saison 1997/98. Im Jahr 2006 beendete er seine Karriere.
Bruno Rodriguez lebt mit seiner Frau und zwei Kindern in Bastia.
Rodriguez entschloss sich 2022 dazu, sein rechtes Bein amputieren lassen. Vorherige Behandlungen seiner berufsbedingten Schmerzen waren erfolglos.